# Боссе-сюр-Мер
Боссе-сюр-Мер (фр. Beaussais-sur-Mer) — муніципалітет у Франції, у регіоні Бретань, департамент Кот-д'Армор. Боссе-сюр-Мер утворено 1 січня 2017 року шляхом злиття муніципалітетів Плессі-Баліссон, Плубале i Трегон. Адміністративним центром муніципалітету є Плубале. Населення — 4168 осіб (01.01.2021).